# ナジール・ナイム・ビン・チェ・ハシム
ナジール・ナイム・ビン・チェ・ハシム（マレー語: Nazirul Naim Che Hashim、1993年4月16日 - ）は、マレーシアのサッカー選手。マレーシア代表。ポジションはディフェンダー。

## クラブ歴
ブキット・ジャリル体育学校を卒業後、ハリマウ・ムダBとハリマウ・ムダAに所属した。2013年には日本フットボールリーグに所属するFC琉球の2週間に及ぶトライアルを受け合格、ワンザック・ハイカル・ビン・ワンノルと共に加入した。当初はワンザックとワン・ザハルルニザム・ザカリアがこのトライアルに参加し入団する予定であったが、入団したのはワンザックと彼であった。これについてオン・キム・スウィーは「彼らが試合に出られるかどうかを基にして決めたのではないか、彼らが試合に出られる事を僕も望むよ。FC琉球は現在レフトバックを一人しか有していないし、彼のビデオ映像を見て彼と契約する事に決めたんじゃないかな。」と述べた。しかし怪我に苦しんだのもあり、出場機会は無く1年で退団、再びハリマウ・ムダAへと戻った。
2016年にペラFAに移籍した。

## 代表歴
2015年8月29日に行われたバングラデシュ代表との親善試合で途中出場し、代表初出場を果たした。

## 所属クラブ
- 2011-2012  ハリマウ・ムダB
- 2011-2013  ハリマウ・ムダ
- 2013  FC琉球
- 2014-2015  ハリマウ・ムダ
- 2016-2021  ペラFA
- 2021-2022  サバFC
- 2023-  クアラルンプール・シティFC

## 代表歴
- 2009 U-18マレーシア代表
  - AFC U19アジア予選(中国)
- 2011 U-19マレーシア代表
- 2012 U-23マレーシア代表
  - ロンドン五輪予選
  - AFC U22アジア予選(ミャンマー)